# Gonypeta
Gonypeta es un género de las mantis, de la familia Mantidae, del orden Mantodea, con las siguientes especies:

## Especies
- Gonypeta borneana
- Gonypeta brigittae
- Gonypeta brunneri
- Gonypeta punctata
  - Gonypeta punctata lateralis
  - Gonypeta punctata punctata
- Gonypeta rotundata
- Gonypeta simplex